# En dan nog iets
En dan nog iets is een boek van Paulien Cornelisse uit 2012. Het is de opvolger van Taal is zeg maar echt mijn ding uit 2009. Net als in de voorganger beschrijft Cornelisse in dit boek de manier waarop mensen praten en hoe ze woorden en uitdrukkingen (verkeerd) gebruiken.

## Bestseller 60
| Boeken met noteringen in de Nederlandse Bestseller 60 | Jaar van verschijnen | Datum van binnenkomst | Hoogste positie | Aantal weken | Opmerkingen |
| ----------------------------------------------------- | -------------------- | --------------------- | --------------- | ------------ | ----------- |
| En dan nog iets                                       | 2012                 | 15-02-2012            | 1(9wk)          | 36           |             |